# Grande Prêmio da Europa de 1985
Resultados do Grande Prêmio da Europa de Fórmula 1 realizado em Brands Hatch em 6 de outubro de 1985. Décima quarta etapa do campeonato, nela o britânico Nigel Mansell, da Williams-Honda, conseguiu sua primeira vitória e o francês Alain Prost, piloto da McLaren-TAG/Porsche, conquistou seu primeiro título mundial.

## Resumo
● Primeira vez na história que dois pilotos brasileiros largaram na primeira fila.
● Foi também o 152º e último grande prêmio de John Watson.
● Primeiro título de Alain Prost e de um piloto francês na categoria.

## Classificação da prova

### Treinos
| Pos.    | Nº | Piloto             | Construtor             | Q1       | Q2       | Dif.    |
| ------- | -- | ------------------ | ---------------------- | -------- | -------- | ------- |
| 1       | 12 | Ayrton Senna       | Lotus-Renault          | 1:08.020 | 1:07.169 | –       |
| 2       | 7  | Nelson Piquet      | Brabham-BMW            | 1:09.204 | 1:07.482 | + 0.313 |
| 3       | 5  | Nigel Mansell      | Williams-Honda         | 1:10.537 | 1:08.059 | + 0.890 |
| 4       | 6  | Keke Rosberg       | Williams-Honda         | 1:09.277 | 1:08.197 | + 1.028 |
| 5       | 25 | Philippe Streiff   | Ligier-Renault         | 1:10.396 | 1:09.080 | + 1.911 |
| 6       | 2  | Alain Prost        | McLaren-TAG/Porsche    | 1:10.345 | 1:09.429 | + 2.260 |
| 7       | 8  | Marc Surer         | Brabham-BMW            | 1:09.762 | 1:09.913 | + 2.593 |
| 8       | 16 | Derek Warwick      | Renault                | 1:11.014 | 1:09.904 | + 2.735 |
| 9       | 11 | Elio de Angelis    | Lotus-Renault          | 1:11.530 | 1:10.014 | + 2.845 |
| 10      | 26 | Jacques Laffite    | Ligier-Renault         | 1:11.312 | 1:10.081 | + 2.912 |
| 11      | 22 | Riccardo Patrese   | Alfa Romeo             | 1:10.963 | 1:10.251 | + 3.082 |
| 12      | 18 | Thierry Boutsen    | Arrows-BMW             | 1:10.918 | 1:10.323 | + 3.154 |
| 13      | 28 | Stefan Johansson   | Ferrari                | 1:11.309 | 1:10.517 | + 3.348 |
| 14      | 20 | Piercarlo Ghinzani | Toleman-Hart           | 1:13.517 | 1:10.570 | + 3.401 |
| 15      | 27 | Michele Alboreto   | Ferrari                | 1:10.877 | 1:10.659 | + 3.490 |
| 16      | 3  | Martin Brundle     | Tyrrell-Renault        | 1:11.296 | 1:10.731 | + 3.562 |
| 17      | 15 | Patrick Tambay     | Renault                | 1:13.048 | 1:10.934 | + 3.765 |
| 18      | 23 | Eddie Cheever      | Alfa Romeo             | 1:12.766 | 1:11.500 | + 4.331 |
| 19      | 17 | Gerhard Berger     | Arrows-BMW             | 1:11.608 | 1:11.638 | + 4.439 |
| 20      | 19 | Teo Fabi           | Toleman-Hart           | 1:13.024 | 1:12.090 | + 4.921 |
| 21      | 1  | John Watson        | McLaren-TAG/Porsche    | 1:12.496 | 1:12.516 | + 5.327 |
| 22      | 33 | Alan Jones         | Haas Lola-Hart         | 1:14.050 | 1:13.084 | + 5.915 |
| 23      | 9  | Philippe Alliot    | RAM-Hart               | 1:14.355 | 1:13.537 | + 6.368 |
| 24      | 4  | Ivan Capelli       | Tyrrell-Renault        | 1:16.879 | 1:13.721 | + 6.552 |
| 25      | 30 | Christian Danner   | Zakspeed               | 1:15.947 | 1:15.054 | + 7.885 |
| 26      | 29 | Pierluigi Martini  | Minardi-Motori Moderni | 1:16.642 | 1:15.127 | + 9.473 |
| DNQ     | 24 | Huub Rothengatter  | Osella-Alfa Romeo      | 1:16.994 | 1:18.022 | + 9.825 |
| Fontes: |    |                    |                        |          |          |         |

### Corrida
| Pos.    | Nº | Piloto             | Construtor             | Voltas           | Tempo/Diferença   | Grid             | Pontos           |
| ------- | -- | ------------------ | ---------------------- | ---------------- | ----------------- | ---------------- | ---------------- |
| 1       | 5  | Nigel Mansell      | Williams-Honda         | 75               | 1:32:58.109       | 3                | 9                |
| 2       | 12 | Ayrton Senna       | Lotus-Renault          | 75               | + 21.396          | 1                | 6                |
| 3       | 6  | Keke Rosberg       | Williams-Honda         | 75               | + 58.533          | 4                | 4                |
| 4       | 2  | Alain Prost        | McLaren-TAG/Porsche    | 75               | + 1:06.121        | 6                | 3                |
| 5       | 11 | Elio de Angelis    | Lotus-Renault          | 74               | + 1 volta         | 9                | 2                |
| 6       | 18 | Thierry Boutsen    | Arrows-BMW             | 73               | + 2 voltas        | 12               | 1                |
| 7       | 1  | John Watson        | McLaren-TAG/Porsche    | 73               | + 2 voltas        | 21               |                  |
| 8       | 25 | Philippe Streiff   | Ligier-Renault         | 73               | + 2 voltas        | 5                |                  |
| 9       | 22 | Riccardo Patrese   | Alfa Romeo             | 73               | + 2 voltas        | 11               |                  |
| 10      | 17 | Gerhard Berger     | Arrows-BMW             | 73               | + 2 voltas        | 19               |                  |
| 11      | 23 | Eddie Cheever      | Alfa Romeo             | 73               | + 2 voltas        | 18               |                  |
| 12      | 15 | Patrick Tambay     | Renault                | 72               | + 3 voltas        | 17               |                  |
| Ret     | 8  | Marc Surer         | Brabham-BMW            | 62               | Turbo             | 7                |                  |
| Ret     | 28 | Stefan Johansson   | Ferrari                | 59               | Pane elétrica     | 13               |                  |
| Ret     | 26 | Jacques Laffite    | Ligier-Renault         | 58               | Motor             | 10               |                  |
| Ret     | 30 | Christian Danner   | Zakspeed               | 55               | Motor             | 25               |                  |
| Ret     | 44 | Ivan Capelli       | Tyrrell-Renault        | 44               | Acidente          | 24               |                  |
| Ret     | 3  | Martin Brundle     | Tyrrell-Renault        | 40               | Vazamento de água | 16               |                  |
| Ret     | 19 | Teo Fabi           | Toleman-Hart           | 33               | Motor             | 22               | ;                |
| Ret     | 9  | Philippe Alliot    | RAM-Hart               | 31               | Motor             | 23               |                  |
| Ret     | 20 | Piercarlo Ghinzani | Toleman-Hart           | 16               | Motor             | 14               |                  |
| Ret     | 33 | Alan Jones         | Haas Lola-Hart         | 13               | Radiador          | 22               |                  |
| Ret     | 27 | Michele Alboreto   | Ferrari                | 13               | Turbo             | 15               |                  |
| Ret     | 7  | Nelson Piquet      | Brabham-BMW            | 6                | Acidente          | 2                |                  |
| Ret     | 16 | Derek Warwick      | Renault                | 4                | Injeção           | 8                |                  |
| Ret     | 29 | Pierluigi Martini  | Minardi-Motori Moderni | 3                | Acidente          | 26               |                  |
| DNQ     | 24 | Huub Rothengatter  | Osella-Alfa Romeo      | Não classificado | Não classificado  | Não classificado | Não classificado |
| Fontes: |    |                    |                        |                  |                   |                  |                  |

## Tabela do campeonato após a corrida
| Pos.    | Piloto           | Pontos |
| ------- | ---------------- | ------ |
| 1       | Alain Prost      | 72     |
| 2       | Michele Alboreto | 53     |
| 3       | Ayrton Senna     | 38     |
| 4       | Elio de Angelis  | 33     |
| 5       | Keke Rosberg     | 25     |
| Fontes: |                  |        |

| Pos.    | Construtor          | Pontos |
| ------- | ------------------- | ------ |
| 1       | McLaren-TAG/Porsche | 86     |
| 2       | Ferrari             | 77     |
| 3       | Lotus-Renault       | 71     |
| 4       | Williams-Honda      | 47     |
| 5       | Brabham-BMW         | 26     |
| Fontes: |                     |        |

- Nota: Somente as primeiras cinco posições estão listadas e o campeão mundial de pilotos surge grafado em negrito. Entre 1981 e 1990 cada piloto podia computar onze resultados válidos por temporada não havendo descartes no mundial de construtores.